# Chalara lichenicola
Chalara lichenicola is een korstmosparasiet behorend tot de familie Pezizellaceae. Hij parasiteert op korstmossen.

## Kenmerken
De conidiogene cellen en conidiën zijn nooit zijn ingesloten in een omhullende schede. De conidioforen zijn nooit sporodochioïd, en de conidiën zijn hyaliene. De kolonies zijn zeer onopvallend; de conidioforen steken uit, bleek bruin van kleur, 20-47 µm lang, 1-3-septaat, eindigend aan de top met een lageniforme phialide die geleidelijk vernauwt tot een diepe cilindrische kraag van 1,5-2 µm breed; de conidiën zijn cilindrisch met afgeknotte uiteinden, ongesepteerd en 2,5-4 × 0,5-0,8 µm groot.

## Verspreiding
In Nederland komt Chalara lichenicola zeer zeldzaam voor.